# Anne Tran
Anne Tran (Neuilly-sur-Seine, 27 de abril de 1996) es una deportista francesa que compite en bádminton, en la modalidad de dobles.
Ganó dos medallas en el Campeonato Europeo de Bádminton, en los años 2018 y 2024. En los Juegos Europeos obtuvo dos medallas de bronce, en Minsk 2019 y Cracovia 2023.

## Palmarés internacional
| Juegos Europeos    | Juegos Europeos        | Juegos Europeos   | Juegos Europeos |
| Año                | Lugar                  | Medalla           | Prueba          |
| ------------------ | ---------------------- | ----------------- | --------------- |
| 2019               | Minsk (Bielorrusia)    | Medalla de bronce | Dobles          |
| 2023               | Tarnów (Polonia)       | Medalla de bronce | Dobles          |
| Campeonato Europeo |                        |                   |                 |
| Año                | Lugar                  | Medalla           | Prueba          |
| 2018               | Huelva (España)        | Medalla de plata  | Dobles          |
| 2024               | Saarbrücken (Alemania) | Medalla de oro    | Dobles          |